# Валлийская колония
Валлийская колония (валл. Y Wladfa Gymreig или просто Y Wladfa) — валлийское поселение в Аргентине, основанное в 1865 году и существовавшее в основном вдоль побережья провинции Чубут в Патагонии. В XIX и начале XX века аргентинское правительство поощряло иммиграцию европейцев для заселения завоёванных территорий страны к югу от провинции Буэнос-Айрес; в период с 1856 по 1875 год между Санта-Фе и Энтре-Риос было создано не менее чем 34 населённых пункта иммигрантов разных национальностей. Помимо основной колонии в Чубуте, меньшая по размерам колония была создана в Санта-Фе 44 валлийцами, которые покинули Чубут, а другая их группа поселилась в муниципалитете Коронель-Суарес в южной части провинции Буэнос-Айрес. В начале XXI века около 50000 патагонцев имеют валлийское происхождение.

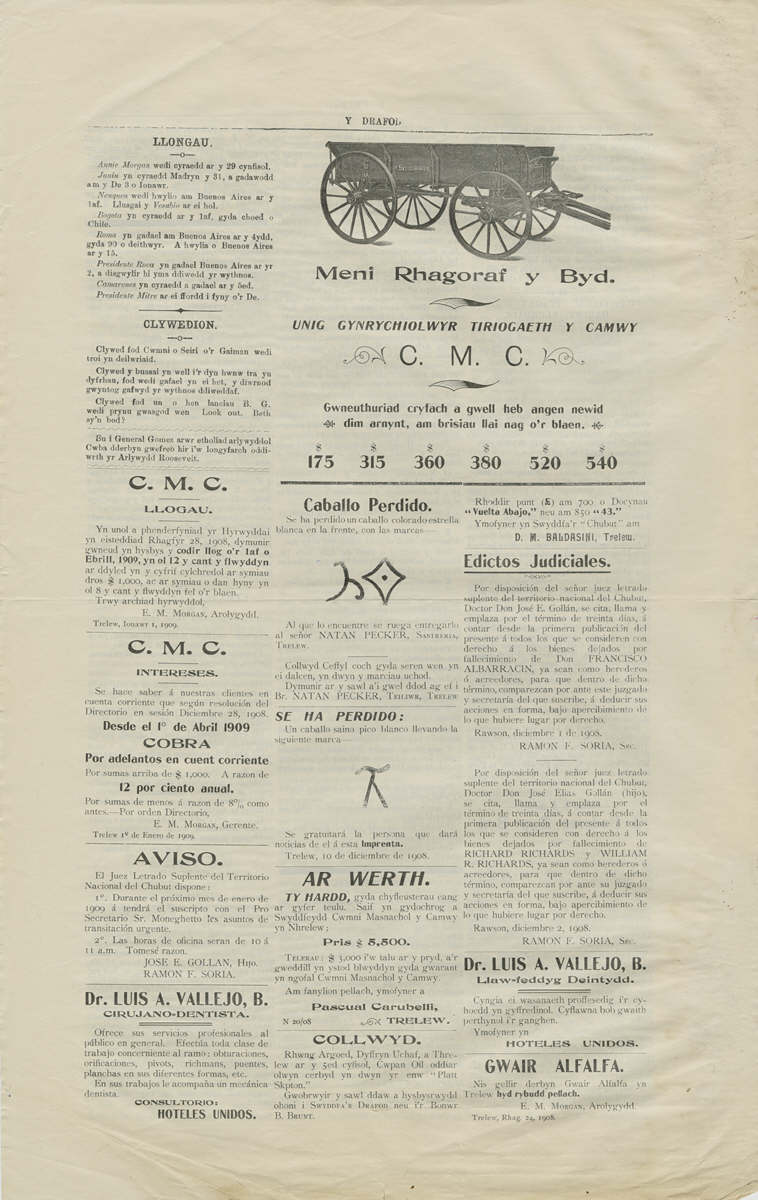
Номер газеты патагонских валлийцев Y Drafod от 9 января 1909 в Музее Гаймана
Флаг Валлийской колонии